# Roberto Larraz
Roberto Larraz (Buenos Aires, 20 agosto 1898 – Buenos Aires, 27 novembre 1978) è stato uno schermidore argentino, vincitore di una medaglia di bronzo nella scherma ai giochi olimpici.